# Ancienville
Ancienville település Franciaországban, Aisne megyében. Lakosainak száma 78 fő (2022. január 1.). Ancienville Chouy, Faverolles és Noroy-sur-Ourcq községekkel határos.

## Népesség
A település népességének változása:
| Lakosok száma | 60   | 32   | 34   | 65   | 80   | 77   | 75   | 72   | 74   | 78   |
|               | 1968 | 1982 | 1990 | 2006 | 2013 | 2015 | 2017 | 2019 | 2020 | 2022 |